# Zetsumetsu kurokami shōjo
„Zetsumetsu kurokami shōjo” (jap. 絶滅黒髪少女) – debiutancki singel japońskiego zespołu NMB48, wydany w Japonii 20 lipca 2011 roku przez laugh out loud records.
Singel został wydany w trzech edycjach: dwóch regularnych (Type A, Type B) oraz „teatralnej” (CD). Osiągnął 1 pozycję w rankingu Oricon i pozostał na liście przez 33 tygodnie, sprzedał się w nakładzie 267 810 egzemplarzy. Singel zdobył status platynowej płyty.

## Lista utworów
Wszystkie utwory zostały napisane przez Yasushiego Akimoto.

### Type A
| CD  |                                                                                               |                                                                                               |                                                                                               |      |
| Nr  | Tytuł                                                                                         | Kompozycja                                                                                    | Aranżacja                                                                                     | Czas |
| 1.  | „Zetsumetsu kurokami shōjo” (jap. 絶滅黒髪少女)                                               | GRAVITY                                                                                       | GRAVITY                                                                                       | 3:47 |
| 2.  | „Seishun no Lap Time” (jap. 青春のラップタイム)                                               | Masahiro Kawaura                                                                              | Yūichi "Masa" Nonaka                                                                          | 4:44 |
| 3.  | „Boku ga maketa natsu” (jap. 僕が負けた夏) (wyk. Shirogumi)                                   | Tadashi Tsukida                                                                               | Yūichi "Masa" Nonaka                                                                          | 4:42 |
| 4.  | „Zetsumetsu kurokami shōjo” (jap. 絶滅黒髪少女) (off vocal ver.)                              | GRAVITY                                                                                       | GRAVITY                                                                                       | 3:47 |
| 5.  | „Seishun no Lap Time” (jap. 青春のラップタイム) (off vocal ver.)                              | Masahiro Kawaura                                                                              | Yūichi "Masa" Nonaka                                                                          | 4:44 |
| 6.  | „Boku ga maketa natsu” (jap. 僕が負けた夏) (off vocal ver.)                                   | Tadashi Tsukida                                                                               | Yūichi "Masa" Nonaka                                                                          | 4:42 |
| DVD |                                                                                               |                                                                                               |                                                                                               |      |
| Nr  | Tytuł                                                                                         | Tytuł                                                                                         | Tytuł                                                                                         | Czas |
| 1.  | „Zetsumetsu kurokami shōjo” (jap. 絶滅黒髪少女) (Music Video)                                 | „Zetsumetsu kurokami shōjo” (jap. 絶滅黒髪少女) (Music Video)                                 | „Zetsumetsu kurokami shōjo” (jap. 絶滅黒髪少女) (Music Video)                                 |      |
| 2.  | „Boku ga maketa natsu” (jap. 僕が負けた夏) (Music Video)                                      | „Boku ga maketa natsu” (jap. 僕が負けた夏) (Music Video)                                      | „Boku ga maketa natsu” (jap. 僕が負けた夏) (Music Video)                                      |      |
| 3.  | „Tokuten eizō „NMB48 o damashichaimashita.①”” (jap. 特典映像「NMB48をダマしちゃいました。①」) | „Tokuten eizō „NMB48 o damashichaimashita.①”” (jap. 特典映像「NMB48をダマしちゃいました。①」) | „Tokuten eizō „NMB48 o damashichaimashita.①”” (jap. 特典映像「NMB48をダマしちゃいました。①」) |      |

### Type B
| CD  |                                                                                               |                                                                                               |                                                                                               |      |
| Nr  | Tytuł                                                                                         | Kompozycja                                                                                    | Aranżacja                                                                                     | Czas |
| 1.  | „Zetsumetsu kurokami shōjo” (jap. 絶滅黒髪少女)                                               | GRAVITY                                                                                       | GRAVITY                                                                                       | 3:47 |
| 2.  | „Seishun no Lap Time” (jap. 青春のラップタイム)                                               | Masahiro Kawaura                                                                              | Yūichi "Masa" Nonaka                                                                          | 4:44 |
| 3.  | „Mattemashita, shingakki” (jap. 待ってました、新学期) (wyk. Akagumi)                          | Yūichi Ichikawa                                                                               | Yūichi Ichikawa                                                                               | 3:35 |
| 4.  | „Zetsumetsu kurokami shōjo” (jap. 絶滅黒髪少女) (off vocal ver.)                              | GRAVITY                                                                                       | GRAVITY                                                                                       | 3:47 |
| 5.  | „Seishun no Lap Time” (jap. 青春のラップタイム) (off vocal ver.)                              | Masahiro Kawaura                                                                              | Yūichi "Masa" Nonaka                                                                          | 4:44 |
| 6.  | „Mattemashita, shingakki” (jap. 待ってました、新学期) (off vocal ver.)                        | Yūichi Ichikawa                                                                               | Yūichi Ichikawa                                                                               | 3:35 |
| DVD |                                                                                               |                                                                                               |                                                                                               |      |
| Nr  | Tytuł                                                                                         | Tytuł                                                                                         | Tytuł                                                                                         | Czas |
| 1.  | „Zetsumetsu kurokami shōjo” (jap. 絶滅黒髪少女) (Music Video)                                 | „Zetsumetsu kurokami shōjo” (jap. 絶滅黒髪少女) (Music Video)                                 | „Zetsumetsu kurokami shōjo” (jap. 絶滅黒髪少女) (Music Video)                                 |      |
| 2.  | „Mattemashita, shingakki” (jap. 待ってました、新学期) (Music Video)                           | „Mattemashita, shingakki” (jap. 待ってました、新学期) (Music Video)                           | „Mattemashita, shingakki” (jap. 待ってました、新学期) (Music Video)                           |      |
| 3.  | „Tokuten eizō „NMB48 o damashichaimashita.②”” (jap. 特典映像「NMB48をダマしちゃいました。②」) | „Tokuten eizō „NMB48 o damashichaimashita.②”” (jap. 特典映像「NMB48をダマしちゃいました。②」) | „Tokuten eizō „NMB48 o damashichaimashita.②”” (jap. 特典映像「NMB48をダマしちゃいました。②」) |      |

### Wer. teatralna
| CD |                                                                        |                      |                      |      |
| Nr | Tytuł                                                                  | Kompozycja           | Aranżacja            | Czas |
| 1. | „Zetsumetsu kurokami shōjo” (jap. 絶滅黒髪少女)                        | GRAVITY              | GRAVITY              | 3:47 |
| 2. | „Boku ga maketa natsu” (jap. 僕が負けた夏) (wyk. Shirogumi)            | Tadashi Tsukida      | Yūichi "Masa" Nonaka | 4:42 |
| 3. | „Mattemashita, shingakki” (jap. 待ってました、新学期) (wyk. Akagumi)   | Yūichi Ichikawa      | Yūichi Ichikawa      | 3:35 |
| 4. | „Mikazuki no senaka” (jap. 三日月の背中)                               | Yūichi "Masa" Nonaka | Yūichi "Masa" Nonaka | 4:00 |
| 5. | „Zetsumetsu kurokami shōjo” (jap. 絶滅黒髪少女) (off vocal ver.)       | GRAVITY              | GRAVITY              | 3:47 |
| 6. | „Boku ga maketa natsu” (jap. 僕が負けた夏) (off vocal ver.)            | Tadashi Tsukida      | Yūichi "Masa" Nonaka | 4:42 |
| 7. | „Mattemashita, shingakki” (jap. 待ってました、新学期) (off vocal ver.) | Yūichi Ichikawa      | Yūichi Ichikawa      | 3:35 |
| 8. | „Mikazuki no senaka” (jap. 三日月の背中) (off vocal ver.)              | Yūichi "Masa" Nonaka | Yūichi "Masa" Nonaka | 4:00 |

## Skład zespołu
| „Zetsumetsu kurokami shōjo” |
| --- |
| - Team N: Mayu Ogasawara, Kanako Kadowaki, Rika Kishino, Haruna Kinoshita, Riho Kotani, Rina Kondō, Kanna Shinohara, Kei Jōnishi, Miru Shiroma, Aina Fukumoto, Shiori Matsuda, Yūki Yamaguchi, Nana Yamada, Sayaka Yamamoto, Akari Yoshida, Miyuki Watanabe (środek) |

| „Seishun no Lap Time” |
| --- |
| - Team N: Mayu Ogasawara, Kanako Kadowaki, Rika Kishino, Haruna Kinoshita, Riho Kotani, Rina Kondō, Kanna Shinohara, Kei Jōnishi, Miru Shiroma, Aina Fukumoto, Shiori Matsuda, Yūki Yamaguchi, Nana Yamada, Sayaka Yamamoto (środek), Akari Yoshida, Miyuki Watanabe |

| „Boku ga maketa natsu” |
| --- |
| - Team N: Mayu Ogasawara, Rika Kishino, Haruna Kinoshita, Riho Kotani, Kanna Shinohara, Aina Fukumoto, Nana Yamada, Sayaka Yamamoto (środek) |

| „Mattemashita, shingakki” |
| --- |
| - Team N: Kanako Kadowaki, Rina Kondō, Kei Jōnishi, Miru Shiroma, Shiori Matsuda, Yūki Yamaguchi, Akari Yoshida, Miyuki Watanabe (środek) |

| „Mikazuki no senaka” |
| --- |
| - Team N: Mayu Ogasawara, Kanako Kadowaki, Rika Kishino, Haruna Kinoshita, Riho Kotani, Rina Kondō, Kanna Shinohara, Kei Jōnishi, Miru Shiroma, Aina Fukumoto, Shiori Matsuda, Yūki Yamaguchi, Nana Yamada, Sayaka Yamamoto, Akari Yoshida, Miyuki Watanabe (środek) - Kenkyūsei: Riona Ōta, Ayaka Okita, Rena Kawakami, Momoka Kinoshita, Arisa Koyanagi, Mizuki Hara, Ayame Hikawa, Natsumi Yamagishi |

## Notowania
| Lista                             | Pozycja |
| --------------------------------- | ------- |
| Oricon Weekly Singles Chart       | 1       |
| Oricon Yearly Singles Chart       | 18      |
| Billboard Japan Hot 100           | 2       |
| Billboard Japan Hot Singles Sales | 2       |